# Imagine: John Lennon (trilha sonora)
Imagine: John Lennon é um álbum de John Lennon para um documentário com o mesmo nome produzido em 1988.

## Lista das músicas
1. "Imagine"
2. "Real Love"
3. "Twist and Shout"
4. "Help!"
5. "In My Life"
6. "Strawberry Fields Forever"
7. "A Day in the Life"
8. "Revolution"
9. "The Ballad of John and Yoko"
10. "Julia"
11. "Don't Let Me Down"
12. "Give Peace a Chance"
13. "How?"
14. "Imagine (Rehearsal)"
15. "God"
16. "Mother"
17. "Stand by Me"
18. "Jealous Guy"
19. "Woman"
20. "Beautiful Boy (Darling Boy)"
21. "(Just Like) Starting Over"

## Certificações
| Região                                                                                                  | Certificação | Vendas   |
| --- | ------------ | -------- |
| Canadá (Music Canada)                                                                                   | Platina      | 150 000^ |
| Suíça (IFPI Switzerland)                                                                                | Ouro         | 25 000^  |
| Reino Unido (BPI)                                                                                       | Ouro         | 100,000^ |
| Estados Unidos (RIAA)                                                                                   | Ouro         | 500,000^ |
| *números de vendas baseados somente na certificação ^números de vendas baseados somente na certificação |              |          |